# Radhika
Radhika Jaglan (ur. 2 czerwca 2000) – indyjska zapaśniczka walcząca w stylu wolnym. Zajęła siódme miejsce na igrzyskach azjatyckich w 2022. Srebrna medalistka mistrzostw Azji w 2022 i 2024. 
Trzecia na MŚ U-23 w 2021. Pierwsza na mistrzostwach Azji U-23 w 2022, druga w 2023 i trzecia w 2019 roku.